# Gueto de Varsovia

Fronteras del Gueto de Varsovia (en el mapa interactivo).

El gueto de Varsovia (Getto warszawskie, en polaco; Warschauer Ghetto, en alemán) fue el mayor gueto judío establecido en Europa por la Alemania nazi durante el Holocausto, en el contexto de la Segunda Guerra Mundial. Fue implantado en el centro de la capital polaca en noviembre de 1940, cuando comenzó la construcción del muro y existió hasta su destrucción total en mayo de 1943, un mes después de iniciado el levantamiento armado judío, el primero en una ciudad europea en contra de la ocupación alemana. En el gueto fueron confinados sobre todo los judíos de Varsovia, así como también de otras regiones de Polonia bajo control alemán. También fueron internados los judíos deportados de Alemania y de los diferentes países ocupados por los nazis.
Fue concebido principalmente como campo de tránsito de las deportaciones para un destino final: el campo de exterminio de Treblinka, entre otros, y, como tal, formaba parte del exterminio en masa organizado, denominado con la expresión eufemística de «Solución final de la cuestión judía».
El gueto de Varsovia tenía una población estimada de 400 000 personas, un 30% de la población de Varsovia, que se encontraban hacinadas en una superficie equivalente al 2,4% de la misma ciudad. Durante los tres años de su existencia, el hambre, las enfermedades y las deportaciones a campos de concentración y de exterminio redujeron su población a 50 000 habitantes. Este gueto fue el escenario de la mayor acción de la resistencia judía contra el genocidio, conocida como el Levantamiento del gueto de Varsovia, iniciada en la noche de Pésaj del 19 de abril de 1943 y acabada el 16 de mayo del mismo año, siendo este alzamiento una de las primeras revueltas contra el nazismo en Europa.

## Formación del gueto

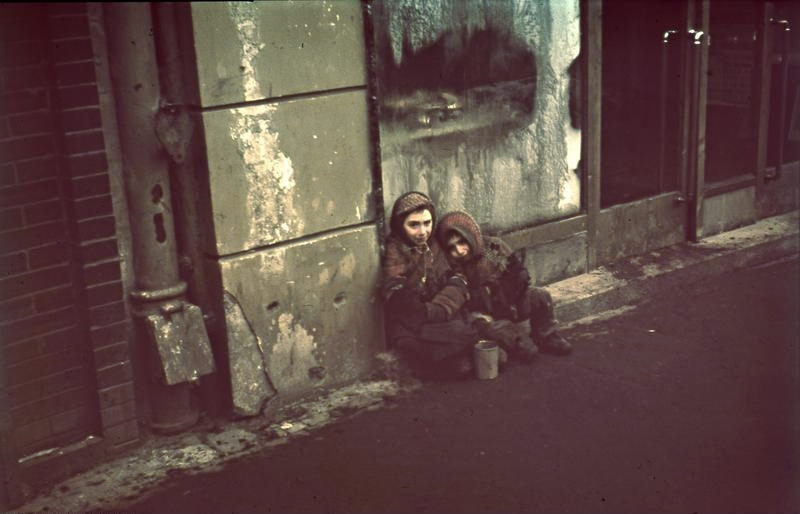
Niños mendigando comida en el Gueto de Varsovia.

Los primeros planes para aislar a la población judía de Polonia habían surgido inmediatamente después de la invasión alemana de 1939. En el Gobierno General la definición de judío se ajustó a las leyes de Núremberg, el 1 de diciembre de 1939 se impuso el uso de un brazalete blanco con la estrella de David en azul y se comenzaron a aplicar una serie de medidas discriminatorias: prohibición del uso de transporte público y la asistencia a parques y restaurantes, y exclusión de determinadas profesiones, entre otras. También se prohibió el cambio de residencia, pero no hubo una orden global de creación de guetos y la razón para hacerlo se ajustó a cada caso particular; así mientras en Łódź se pretendía liberar espacio para el asentamiento de alemanes del Báltico, en Varsovia se alegó la prevención de epidemias.

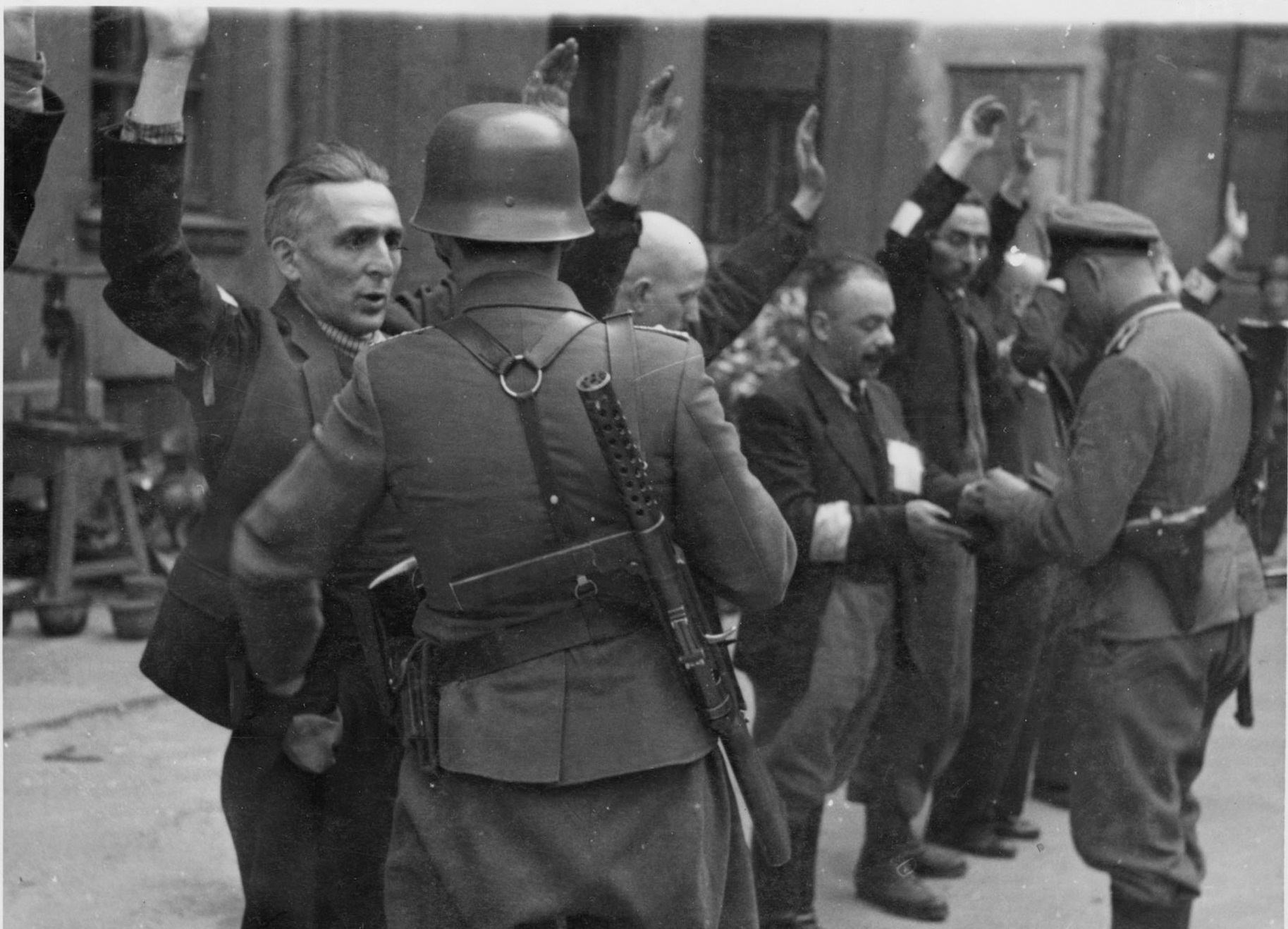
Soldados alemanes arrestando a judíos durante el levantamiento del Gueto de Varsovia, en mayo de 1943.

Aunque las obras fueron temporalmente interrumpidas en verano de 1940 Adolf Eichmann , en un momento en que se consideró brevemente la posibilidad de deportar a los judíos a algún lugar como Madagascar, ya el 12 de septiembre anunció a sus subordinados la decisión definitiva de cerrar el gueto. La orden la dio el 2 de octubre el gobernador del distrito de Varsovia, Ludwig Fischer, y el día 12 se le comunicó oficialmente a Adam Czerniaków, presidente del Consejo Judío de Varsovia, que era además quien debía sufragar las obras.. El gueto fue finalmente establecido por el Gobernador General alemán para Polonia, Hans Frank, el 16 de octubre de 1940- En ese momento, la población del gueto rondaba las 380 000 personas, cerca del 30 % del total de habitantes de Varsovia, y alcanzaría un máximo cercano a los 445 000 en mayo de 1941. En cambio, su extensión suponía apenas el 2,4 % del territorio. Durante el año y medio siguiente, judíos de la ciudad y localidades aledañas menores fueron trasladados forzosamente hacia el gueto. Las enfermedades (sobre todo, fiebre tifoidea) y el hambre reinantes, contribuyeron, sin embargo, a mantener el número de habitantes estable. Cabe considerar que las raciones alimenticias para judíos eran oficialmente limitadas a apenas 184 calorías por día, mientras que a los polacos les correspondían 1800 y a los alemanes 2400.
Los nazis cerraron el acceso del gueto de Varsovia al exterior el 16 de noviembre de 1940, cercándolo primero con alambres de púa y luego construyendo un muro de tres metros de altura y 18 kilómetros de largo.

## Vida social y cultural del gueto
Para el funcionamiento y el orden del gueto, en unos casos, y el sostenimiento y la ayuda mutua de las personas que allí vivían, en otros, existieron organizaciones e instituciones funcionando en el gueto.
El Judenrat y movimientos juveniles, entre otros, intentaron paliar las inhumanas condiciones de vida. Los mayores problemas eran el sobrepoblamiento en los hogares, el hambre, la inactividad en unos y las malas condiciones de trabajo en otros.

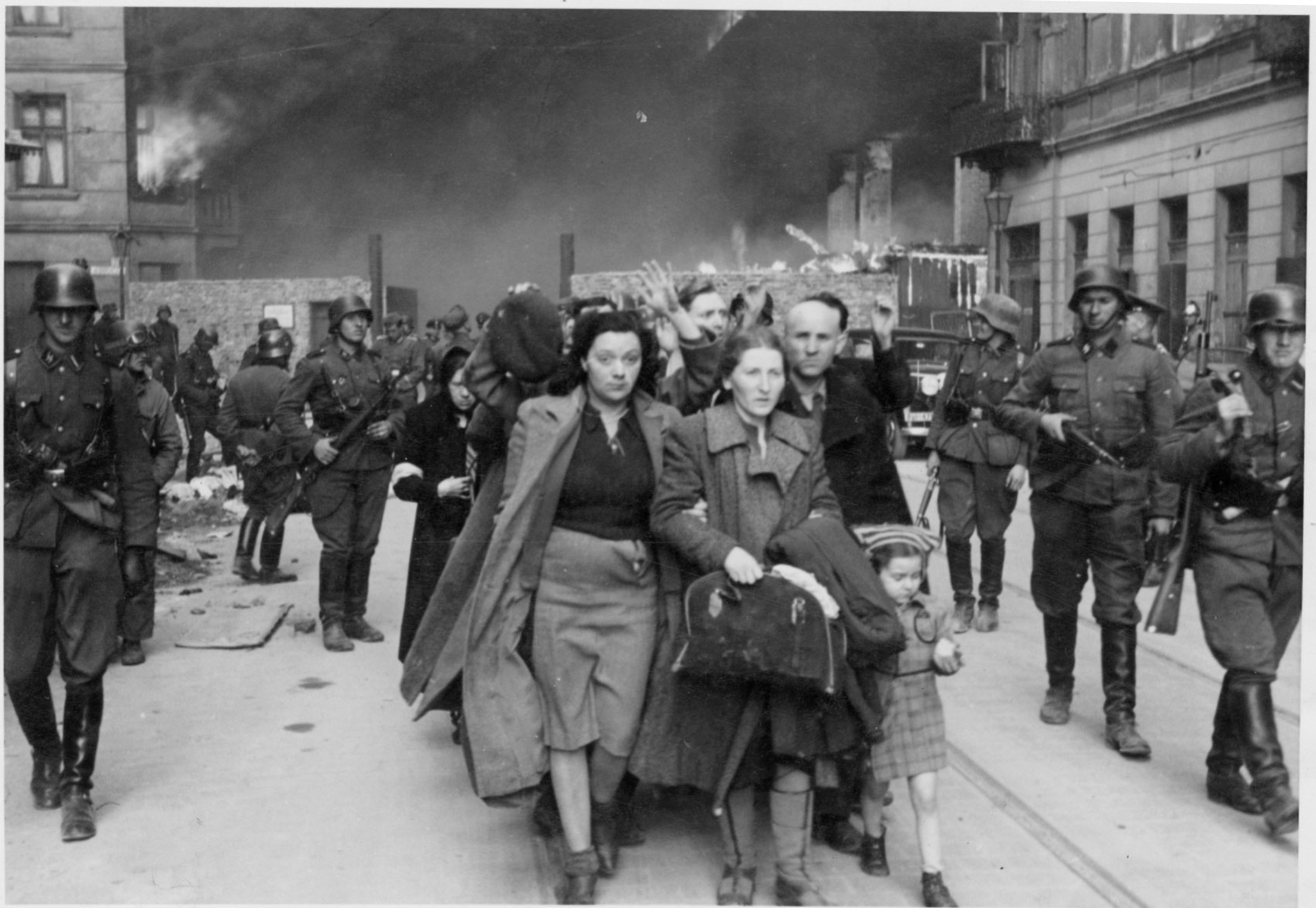
Judíos capturados por soldados alemanes eran llevados para la deportación, abril de 1943.

En respuesta a esto, el Judenrat tomó la responsabilidad de llevar el promedio de alojamiento a siete personas por dormitorio. Otras organizaciones como CENTOS (financiada por el Comité Conjunto Judío-Estadounidense de Distribución, American-Jewish Joint Distribution Committee) organizaron cantinas donde se daban platos de sopa gratuitamente y otras soluciones para redistribución de los bienes y los alimentos disponibles a los desposeídos. Durante 1941, las cantinas de sopa llegaron a alimentar a dos tercios de la población del gueto.
Por un corto periodo, el Judenrat tuvo también permiso para organizar cuatro escuelas primarias, de los grados primero a tercero, para los niños del gueto. Junto a esto existía un extenso sistema clandestino organizado por las organizaciones juveniles que cubría todos los grados. A menudo, este último sistema se encubría como cantinas de sopa.
El Judenrat era además responsable de los hospitales y orfanatos que funcionaban en el gueto. Uno de los orfanatos, dirigido por el pedagogo Janusz Korczak, se llamaba la "República de los Niños". Estos centros de salud fueron clausurados en 1942 y sus responsables deportados a Treblinka.
La vida cultural incluía una prensa diaria, en ocasiones clandestina, en tres lenguas: yídish, polaco y hebreo. La actividad religiosa incluyó por un tiempo celebraciones judías permitidas abiertas mientras que, en otras ocasiones, se realizaron reuniones en domicilios particulares con los rabinos. Además, existía una iglesia para los judíos convertidos al catolicismo.
Asimismo, se llegaron a dar conciertos de música clásica en el gueto. Marcel Reich-Ranicki cuenta que no había dificultad en encontrar excelentes violinistas y músicos de instrumentos de cuerda en general; más difícil, según él, era la búsqueda de músicos de instrumentos de viento. En general, éstos no tenían experiencia en orquestas sinfónicas, ya que eran músicos de jazz y de pequeños grupos. Sin embargo, se esforzaron para este fin y se lograron buenos resultados. También hubo obras de teatro y exposiciones de arte. En muchos casos, los artistas eran figuras prominentes de la vida cultural polaca de entonces.
Uno de los más notables esfuerzos de preservación cultural fue liderado por el historiador Emanuel Ringelblum y su grupo Oneg Shabat, que recolectó documentos de personas de todas las edades y posiciones para crear una historia social de la vida en el gueto. En total, se estima que obtuvieron cerca de 50 000 documentos históricos, incluyendo ensayos sobre varios aspectos de la vida en el gueto, diarios, memorias, colecciones de arte, publicaciones de la prensa ilegal, diseños, trabajo escolar, pósters, entradas de teatro y recetas, entre otros. Estos documentos fueron escondidos de los alemanes en tres lugares separados, y dos de ellos han sido recuperados, siendo la fuente primaria de investigación sobre el gueto de Varsovia. Actualmente se piensa que el tercer rollo de documentos podría estar enterrado bajo el edificio actual de la embajada de China

## Últimos tiempos del gueto

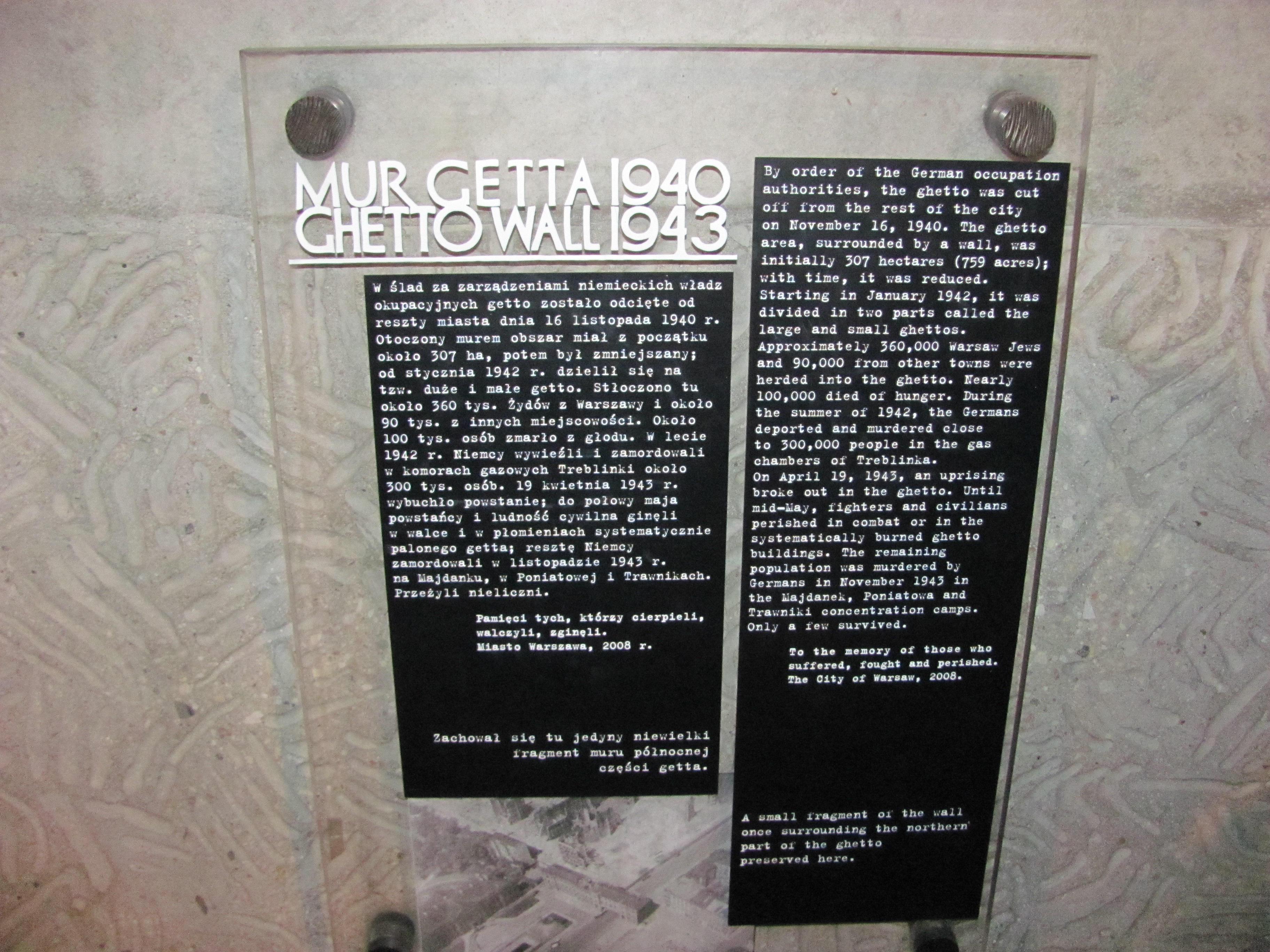
Placa recordatoria del muro que marcaba los límites del gueto de Varsovia.

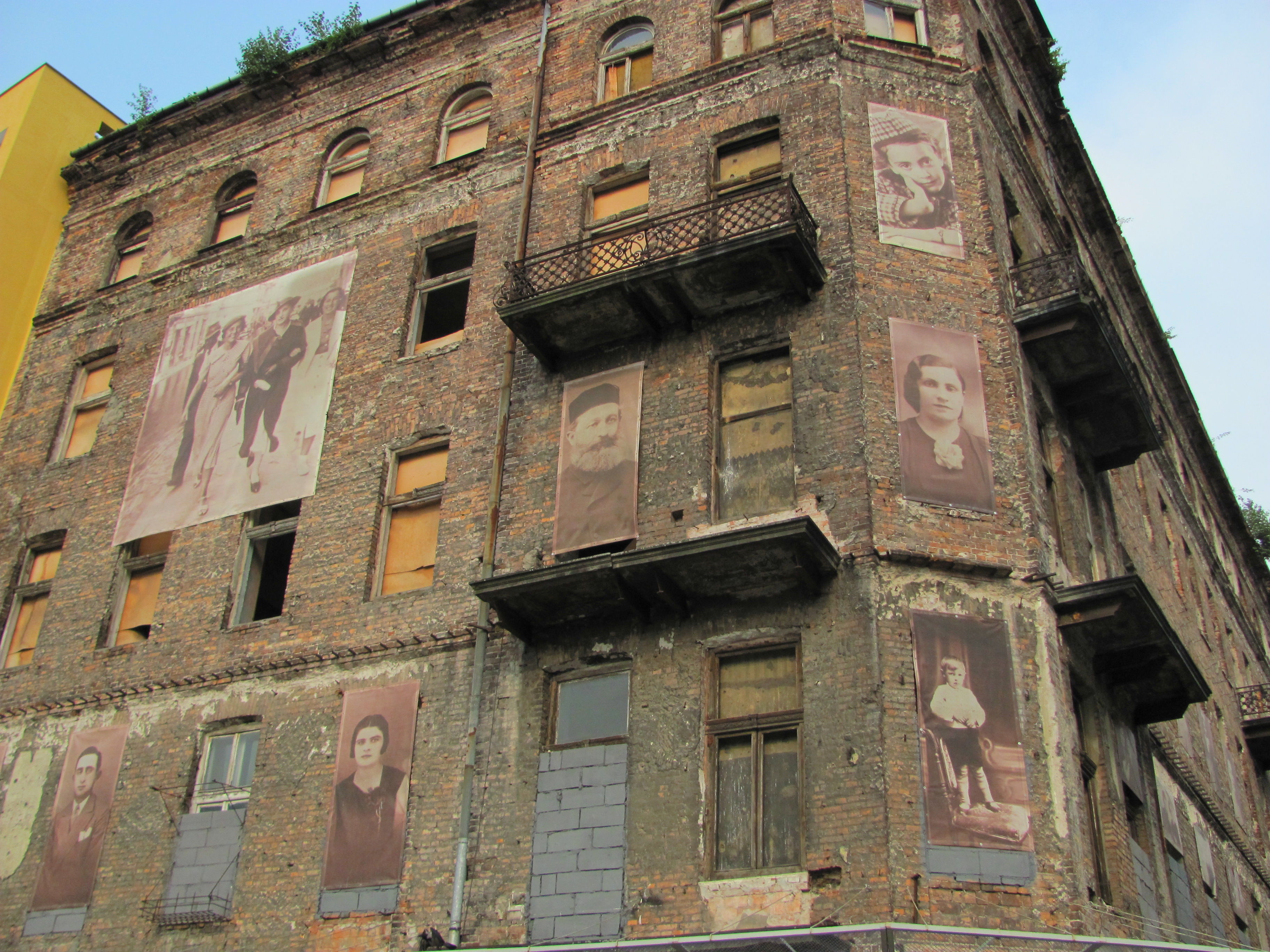
Esquina de la zona donde se encontraba el gueto de Varsovia que todavía se conserva sin restaurar.

El 20 de enero de 1942, los líderes nacionalsocialistas decidieron en la Conferencia de Wannsee exterminar a los judíos de Europa. La primera fase de lo que llamaron la Solución Final fue la Operación Reinhard, para el exterminio de los judíos en Polonia. Para esto se comenzó la construcción del campo de exterminio de Treblinka en mayo de 1942, concluyéndose la obra en julio, coincidiendo con el inicio de la liquidación del gueto varsoviano.
El 22 de julio comenzó la Große Umsiedlungsaktion ('Gran acción de realojamiento'). El Judenrat fue informado entonces de que todos los judíos, exceptuando los que trabajaban en fábricas alemanas, el personal de hospitales judíos, los miembros del Judenrat y sus familias y los miembros de la fuerza policial judía y sus familias, serían «deportados al Este».
La policía judía debía conducir diariamente a 6000 judíos al punto de encuentro Umschlagplatz junto a las vías férreas de la Transfertelle. En caso de incumplimiento, los alemanes fusilarían a cientos de rehenes, entre ellos la esposa de Adam Czerniaków. Después de intentar, fallidamente, convencer a los nazis de desistir de sus planes, el líder del Judenrat se suicidó, dejando una nota que rezaba «Ya no puedo soportar más. Mi acción mostrará a todos lo que es menester hacer». Los suicidios se volvieron un suceso común ante las penosas condiciones de vida; el del suegro de Marcel Reich-Ranicki, crítico literario judeoalemán, sería otro en esa larga lista. El mismo día del suicidio de Czerniaków, el 23 de julio, la resistencia clandestina judía se reunió y decidió no sublevarse, al creer que los judíos estaban siendo enviados a campos de trabajo forzoso y no de exterminio.
En los cincuenta y dos días siguientes, hasta el 21 de septiembre, 263 002 personas fueron trasladadas a Treblinka y, en menor grado, a Majdanek. Durante el fin del mes de julio, la policía judía del gueto fue la encargada de llevar a cabo las deportaciones de un total de 64 606 judíos a los campos de exterminio. Desde agosto en adelante, los alemanes y sus aliados tomarían un papel más directo en las deportaciones, y en agosto trasladaron a 142 223 personas y en septiembre a 56 173.
La fase final de la primera deportación masiva sucedió entre el 6 y el 11 de septiembre de 1942. Entre estas fechas, 35 886 judíos fueron deportados, 2648 ejecutados en el lugar y 60 se suicidaron. Luego de esta primera etapa, aproximadamente 55 000 personas permanecieron en el gueto, más de 30 000 trabajando en las industrias alemanas y cerca de 20 000 viviendo escondidas, evitando las deportaciones y sin estatus legal. Otros 8000 estaban ocultos fuera del gueto por toda Varsovia.
Durante el siguiente semestre, la resistencia judía clandestina se agrupó en dos organizaciones mayores. La ŻOB (Żydowska Organizacja Bojowa, 'Organización Judía de Lucha') era liderada por Mordechai Anielewicz y tenía entre 220 y 500 miembros; la otra era la ŻZW (Żydowski Związek Wojskowy, 'Unión Militar Judía'), que contaba con un número similar de miembros. Los miembros de estos grupos creían que era necesario resistir agresivamente la opresión. Su armamento consistía mayoritariamente en pistolas y revólveres, artefactos explosivos artesanales y cócteles Molotov; la ŻZW estaba mejor armada como resultado de mayores contactos clandestinos con el exterior del gueto.

## El levantamiento y la destrucción definitiva

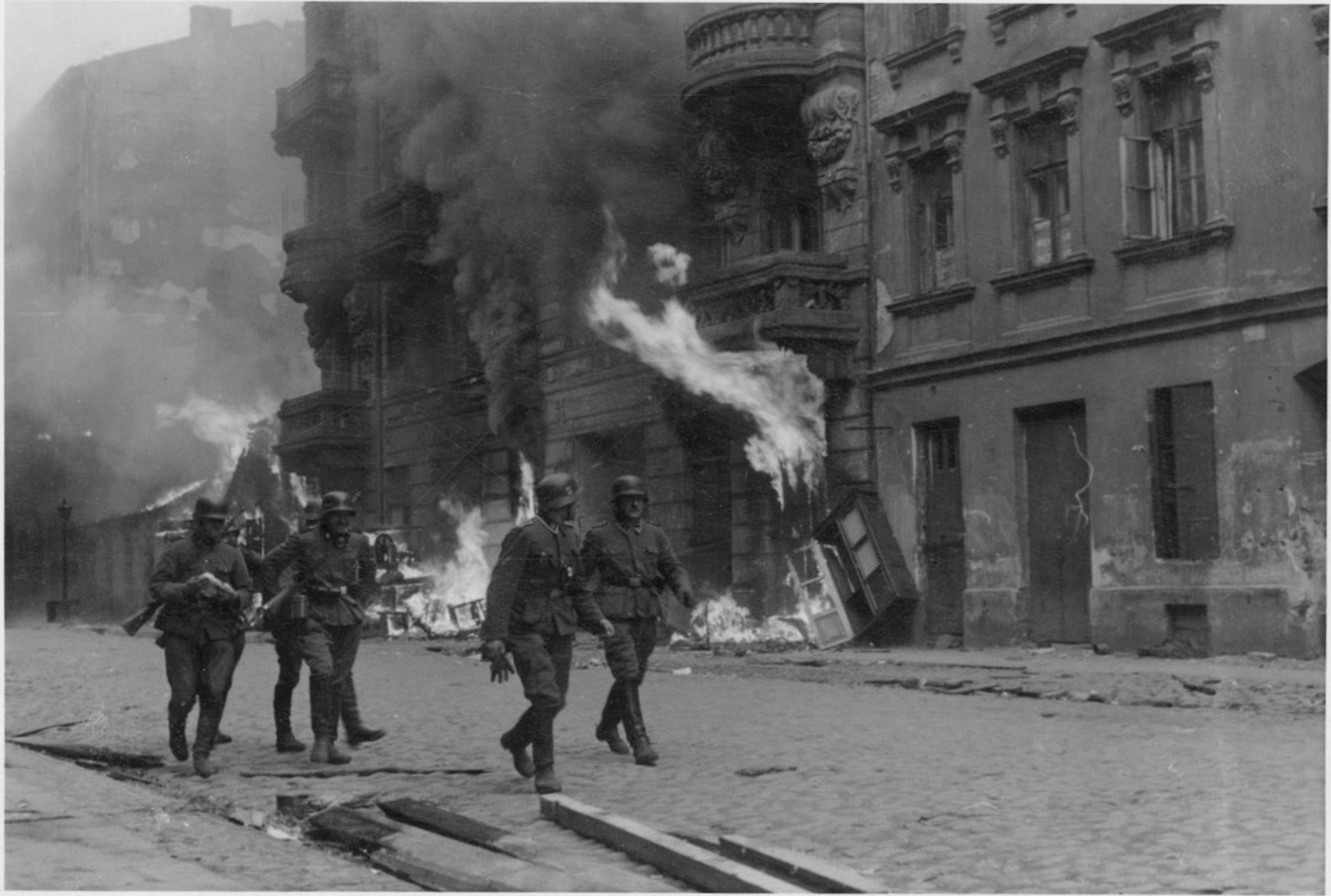
Tropas alemanas en la calle durante el incendio del gueto, abril de 1943.

El 9 de enero de 1943, el comandante de las SS, Heinrich Himmler, visitó el gueto y ordenó la reanudación de las deportaciones. El día de comienzo de la segunda expulsión masiva de judíos, nueve días después, ocurrió la primera instancia de resistencia armada. Los judíos insurrectos lograron cierto éxito: la expulsión se detuvo después de cuatro días, y las dos organizaciones principales de lucha pasaron a controlar el gueto, construyendo numerosas barricadas y actuando en contra de los judíos colaboracionistas. Durante los tres meses siguientes se prepararon para lo que fue la lucha final.
La batalla final ocurrió el 19 de abril. Ese día, los alemanes, comandados por Ferdinand von Sammern-Frankenegg, llegaron con 2054 soldados, 36 oficiales del ejército, 821 comandos de las SS y 363 colaboracionistas polacos para sofocar la rebelión, confiados de que los judíos, al verlos en tal número, se sentirían incapaces y desistirían. Mientras los nazis avanzaban por el desierto gueto, los partisanos judíos, escondidos en ventanas de casas y techos de edificios, esperaban armados con pistolas, fusiles y explosivos. Llegado el momento, atacaron a las tropas que, en un nivel inferior, estaban expuestas desde numerosos flancos. El ataque judío fue sumamente exitoso y forzó a los nazis a replegarse sin siquiera poder arrestar a civiles, ya que estos estaban debidamente escondidos en búnkeres subterráneos construidos para la ocasión.
Este suceso provocó la ira de Himmler, quien sustituyó a von Sammern-Frankenegg por Jürgen Stroop, que tenía experiencia en el combate no formal de los partisanos. En los días que siguieron, Stroop, siguiendo las indicaciones de su superior de usar todos los medios necesarios, ordenó incendiar todos los edificios del gueto para obligar a los rebeldes a salir de sus escondites. El área se llenó de llamas y humo negro, a lo que aún los judíos resistieron yendo a los búnkeres, que pronto se mostrarían ineficientes por las malas condiciones para la conservación de la comida y el agua, además del aire viciado por el humo. Muchos judíos murieron gaseados por los nazis en los búnkeres, mientras que otros prefirieron suicidarse saltando de edificios en llamas.
La resistencia mayor fue sometida el 23 de abril y el levantamiento en general el 16 de mayo de 1943. En esta última fecha, los alemanes volaron la Gran Sinagoga de la calle Tłomackie, que estaba fuera del gueto, como signo del fin de la existencia del gueto de Varsovia.
Según los datos que Stroop aportaría en su informe, tras el levantamiento, 56 065 judíos fueron capturados durante los días de enfrentamiento y 631 búnkeres destruidos. Stroop estimó que 13 000 judíos murieron en la lucha y 37 000 deportados a Treblinka, muy pocos sobrevivieron ahí. Apenas 10 000 a 15 000 judíos lograron sobrevivir en Varsovia, ocultados por polacos o con identidades falsas. Los judíos capturados no deportados a Treblinka fueron enviados a los campos de trabajo forzado de Majdanek, Poniatowa y Trawniki.
Estimaciones posteriores puntualizan que 700 a 1000 soldados alemanes fallecieron o fueron heridos, pese a que Stroop sólo señala 16 en su informe.

## Himno de los partisanos del gueto
El autor del poema original en Idish fue Hirsh Glik (1922-1944), que tomó la melodía escrita por el compositor ruso Dmitri Pokrass. Escrito en el Gueto de Vilna, la Organización de Partisanos Unidos lo tomó como himno en 1943.
Se canta en los actos conmemorativos, especialmente en Yom HaShoa ('Día del Recuerdo del Holocausto').
| Español Nunca digas que esta senda es la final, Acero y plomo cubre un cielo celestial nuestra hora tan soñada llegará Redoblará nuestro cantar, ¡henos acá! Desde las nieves a las palmas de Tzión henos aquí con el dolor de esta canción y en el lugar donde salpicó nuestro sangrar nuestra fe y nuestro valor han de brotar. Un sol de aurora nuestro hoy iluminará nuestro enemigo en el ayer se esfumará y si el alba retrasara su aspiración que cual emblema sea siempre esta canción. Con sangre y fuego se escribió este cantar no es canto de ave que libre pueda volar entre los muros que sin miedo derribó lo canta un pueblo que con valor su brazo armó. Nunca digas que esta senda es la final, Acero y plomo cubre un cielo celestial nuestra hora tan soñada llegará Redoblará nuestro cantar, ¡henos acá! | Idish (Fonética) Zog nit kein mol az du gueist dem letstn veg, Jotsh himlen blaiene farshteln bloie teg. Kumen vet noj undzer oisgebenkte sho; S'vet a poikt on undzer trot: Mir zainen do! Fun grinem palmenland biz vaisn land fun shnei, Mir kumen on mit undzer pain, mit undzer vei. Un vu gefaln s'iz a shprits fun undzer blut - Shprotsn vet dort undzer gvure, undzer mut. S'vet di morgnzun bagildn undz dem haint, Un der nejtn vet farshvindn mitn faind. Nor oib farzamen vet di zun in dem kaior, Vi a parol zol gein dos lid fun dor tsu dor. Dos lid geshribin iz mit blut un nit mit blai, [Geshribn iz dos lid mit blut un nit mit blai,] S'iz nit kein lidl fun a foigl oif der frai. Dos hot a folk tsvishn falndike vent Dos lid gezungen mit naganes in di hent. To zog nit kein mol as du gueist dem letstn veg, jotsh himlen blayene farshteln bloye teg. Kumen vet noj undzer oisgebenkte sho; S'vet a poik ton undzer trot: Mir zainen do! | Hebreo (Fonética) Al na tomar "Hine darki ha'ajarona et or haoim histiru smei ha'anana ze iom nijsafnu lo od ya'al ve'iabo, u mitzadeinu od iar'im: Anajnu po! Me'eretz hatamar ad iarketei kforim anajnu po be'majhovot ve'iesurim ve'asher tipat dameinu sahm nigra ha'lo ianuv od oz rujeinu be'gvura. Amud hashajar al iomeinu or ye'el im ha'tzorrer iajlof tmuleinu como tzel. Aj im jalila iajer lavo haor - quemo sisma ie'he hashir me dor le dor Be'ktav hadam ve'haoferet hu nijtav Hu lo shirat tzipor hadror ve'hamerjav ki bei kirot noflim ssaruhu kol ha'am yajdav sharuhu ve'naganim be'iadam. Al ken al na tomar "Hine darki ha'ajarona et or haim histiru smei ha'anana ze iom nijsafnu lo od ya'al ve'iabo, u mitzadeinu od iar'im : anajnu po! |

Otra traducción
Nunca digas que esta senda es la final,
porque el cielo gris cubrió la luz del sol.
El momento tan ansiado llegará
y el sonar de nuestra marcha escucharán.
El clamor por tanta angustia y el dolor
desde el trópico hasta el polo sonará,
y al regar con sangre nuestra heredad,
la esperanza fuerte y pura crecerá.
No es un canto alegre, es canto de fusil,
no es tampoco pájaro de libertad,
es canción de un pueblo obligado a sufrir,
que con sangre y plomo el verso escribirá.

## Prisioneros famosos del gueto

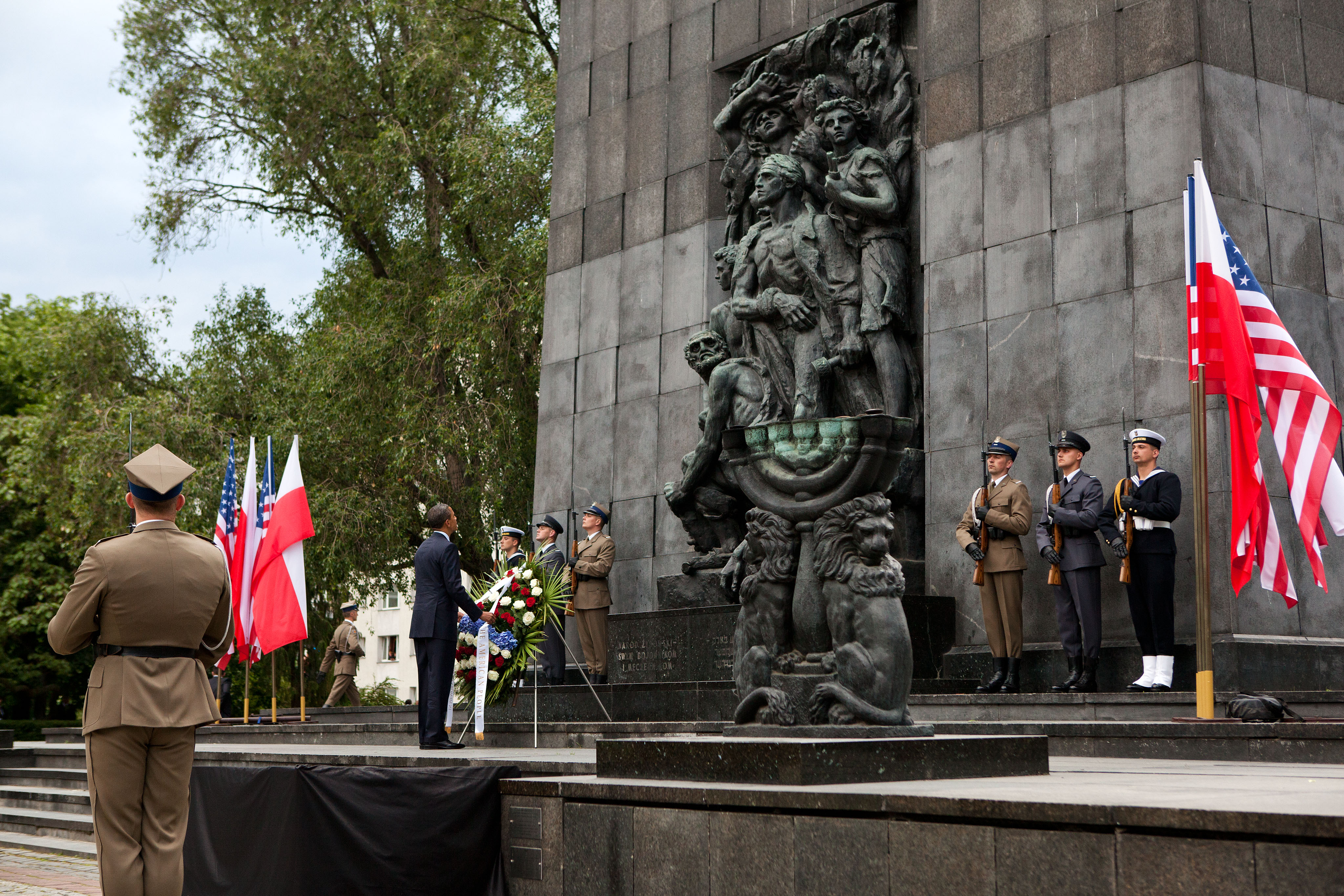
Monumento conmemorativo de los Héroes del Gueto.

- Władysław Szpilman, cuyas memorias constituyen la base del argumento del largometraje El Pianista dirigido por Roman Polański.
- Marcel Reich-Ranicki, famoso crítico literario nacionalizado en Alemania.
- Simon Pullman, director de la orquesta sinfónica del gueto de Varsovia.
- Mordechai Anielewicz, líder del Levantamiento del gueto de Varsovia
- Adam Czerniaków
- Marek Edelman
- Bronisław Geremek
- Janusz Korczak
- Emanuel Ringelblum
- Yitzhak Katzenelson, poeta y dramaturgo.
- Irena Sendler, trabajadora social polaca que salvó a más de 2500 niños del gueto.